# Halowe Mistrzostwa Europy w Lekkoatletyce 2023 – skok w dal mężczyzn
Skok w dal mężczyzn – jedna z konkurencji technicznych rozgrywanych podczas halowych lekkoatletycznych mistrzostw Europy w hali Ataköy Arena w Stambule.
Tytuł mistrzowski z 2021 obronił Miltiadis Tendoglu.

## Terminarz
| Data    | Godzina |              |
| ------- | ------- | ------------ |
| 3 marca | 09:10   | Kwalifikacje |
| 5 marca | 10:12   | Finał        |

## Rekordy
Tabela prezentuje halowy rekord świata, rekord Europy w hali, rekord halowych mistrzostw Europy, a także najlepsze osiągnięcia w hali na świecie i w Europie w sezonie 2023 przed rozpoczęciem mistrzostw.
|                                               | Zawodnik           | Wynik | Miejsce   | Data                  |
| --------------------------------------------- | ------------------ | ----- | --------- | --------------------- |
| Rekord świata                                 | Carl Lewis         | 8,79  | Nowy Jork | 27 stycznia 1984(dts) |
| Rekord Europy                                 | Sebastian Bayer    | 8,71  | Turyn     | 8 marca 2009(dts)     |
| Rekord mistrzostw Europy                      | Sebastian Bayer    | 8,71  | Turyn     | 8 marca 2009(dts)     |
| Najlepszy wynik na świecie w 2023 roku (hala) | Miltiadis Tendoglu | 8,41  | Liévin    | 15 lutego 2023(dts)   |
| Najlepszy wynik w Europie w 2023 roku (hala)  | Miltiadis Tendoglu | 8,41  | Liévin    | 15 lutego 2023(dts)   |

## Wyniki

### Kwalifikacje
Awans: 7,95 m (Q) lub osiem najlepszych rezultatów (q).
| Poz. | Zawodnik             | Reprezentacja | Próby | Próby | Próby | Wynik | Uwagi    |
| Poz. | Zawodnik             | Reprezentacja | 1     | 2     | 3     | Wynik | Uwagi    |
| ---- | -------------------- | ------------- | ----- | ----- | ----- | ----- | -------- |
| 1.   | Thobias Montler      | Szwecja       | x     | 7,75  | 8,14  | 8,14  | Q        |
| 2.   | Miltiadis Tendoglu   | Grecja        | 7,91  | 8,03  |       | 8,03  | Q        |
| 3.   | Gabriel Bitan        | Rumunia       | 8,03  |       |       | 8,03  | Q,       |
| 4.   | Jaime Guerra         | Hiszpania     | x     | 7,76  | 7,99  | 7,99  | Q        |
| 5.   | Erwan Konate         | Francja       | 6,97  | x     | 7,93  | 7,93  | q,       |
| 6.   | Bożidar Sarabojukow  | Bułgaria      | x     | 7,67  | 7,89  | 7,89  | q, NU20R |
| 7.   | Radek Juška          | Czechy        | 7,82  | 7,86  | 7,84  | 7,86  | q        |
| 8.   | Lazar Anić           | Serbia        | 7,54  | 7,75  | 2,29  | 7,75  | q        |
| 9.   | Kristian Pulli       | Finlandia     | 7,66  | 7,47  | x     | 7,66  | SB       |
| 10.  | Jean-Pierre Bertrand | Francja       | 1,01  | 4,53  | 7,60  | 7,60  |          |
| 11.  | Iker Arotzena        | Hiszpania     | 7,35  | 7,57  | 7,36  | 7,57  |          |
| 12.  | Mattia Furlani       | Włochy        | x     | x     | 7,57  | 7,57  |          |
| 13.  | Henrik Flåtnes       | Norwegia      | x     | 7,45  | 7,55  | 7,55  |          |
| 14.  | Strahinja Jovančević | Serbia        | x     | 7,50  | x     | 7,50  |          |
| 15.  | Filip Pravdica       | Chorwacja     | 7,22  | x     | 7,39  | 7,39  |          |
| 16.  | Marko Čeko           | Chorwacja     | 6,85  | x     | 7,39  | 7,39  |          |
| 17 ! | Kristóf Pap          | Węgry         | x     | x     | x     | NM    |          |
| 18 ! | Jules Pommery        | Francja       | x     | x     | x     | NM    |          |

### Finał
| Poz. | Zawodnik            | Reprezentacja | Runda | Runda | Runda | Runda | Runda | Runda | Wynik | Uwagi |
| Poz. | Zawodnik            | Reprezentacja | 1     | 2     | 3     | 4     | 5     | 6     | Wynik | Uwagi |
| ---- | ------------------- | ------------- | ----- | ----- | ----- | ----- | ----- | ----- | ----- | ----- |
| 01 ! | Miltiadis Tendoglu  | Grecja        | 8,30  | 8,16  | x     | 8,05  | 8,07  | 8,29  | 8,30  |       |
| 02 ! | Thobias Montler     | Szwecja       | x     | 8,19  | 8,14  | x     | x     | x     | 8,19  | =     |
| 03 ! | Gabriel Bitan       | Rumunia       | 7,82  | 7,43  | 7,69  | x     | 8,00  | x     | 8,00  |       |
| 4.   | Bożidar Sarabojukow | Bułgaria      | 7,76  | 7,68  | x     | x     | x     | 7,97  | 7,97  | NU20R |
| 5.   | Radek Juška         | Czechy        | 7,69  | 7,85  | x     | 7,94  | x     | x     | 7,94  | SB    |
| 6.   | Jaime Guerra        | Hiszpania     | 7,65  | 7,67  | 7,84  | 7,75  | x     | 7,78  | 7,84  |       |
| 7.   | Erwan Konate        | Francja       | x     | 7,54  | x     | x     | 7,65  | 7,55  | 7,65  |       |
| 8.   | Lazar Anić          | Serbia        | 2,48  | r     |       |       |       |       | 2,48  |       |